# Wenzel Jaksch
Wenzel Jaksch (25. září 1896 Dlouhá Stropnice – 27. listopadu 1966 Wiesbaden) byl sudetoněmecký sociálně-demokratický politik.

## Život a povolání
Jméno Wenzel obdržel po otci. Jako čtrnáctiletý Jaksch opustil školu a pracoval jako sezónní dělník na stavbě ve Vídni. Vyšší vzdělání mu zůstalo zapovězeno. V dnešním vídeňském okrsku Ottakring se roku 1910 vyučil zedníkem a připojil se ke spolku mladých dělníků. Od roku 1913 byl činný jako člen a funkcionář sociálně demokratické mládeže.
V letech 1917 až 1918 nastoupil vojenskou službu u 29. zeměbraneckého pluku (k. k. Landwehr Infanterieregiment Nr. 29) jako muniční dělník. V první světové válce byl těžce zraněn. Po válce pracoval jako novinář pro německou Sociální demokracii v Československu. 1920 až 1921 zastával funkci tajemníka Ústředního svazu německých malorolníků a domkářů se sídlem v Teplicích (Šanově). 1921 až 1924 redaktor Volkszeitung v Chomutově. Od roku 1924 byl redaktorem v Praze vydávaného deníku „Sozialdemokrat“ Německé sociálně demokratické strany dělnické v ČSR (DSAP). V témže roce byl zvolen do předsednictva strany DSAP.
Na sklonku třicátých let se Jaksch dostal do opozice vůči předsedovi strany, kterého kritizoval pro přílišnou pasivitu vůči expanzi Henleinovy SdP a prosazoval tzv. Volkssozialismus (lidový socialismus), který měl obnovit popularitu sociální demokracie mezi sudetskými Němci. V Sudetoněmecké straně viděl překážku pro dohodu Němců s pražskou vládou a varoval, že „Hitlerovo Německo, sedmdesátimilionová říše s mocnou propagandou, se sudetským Němcům jeví v kouzelném hávu národního osvoboditele.“ V březnu 1938 byl na sjezdu strany zvolen předsedou DSAP, během několika měsíců zbývajících do tzv. mnichovské krize už však nestihl prokázat životaschopnost své koncepce.
Po invazi německých nacistických vojsk do své vlasti musel coby sociální demokrat emigrovat. Nejprve se uchýlil do Polska, po vypuknutí druhé světové války do Londýna, kde se přidal k sociálně-demokratickému společenství věrných. Zde od roku 1939 zastupoval zájmy sudetských Němců proti československé exilové vládě. V Londýně se také opakovaně setkal s Edvardem Benešem, poprvé 3. srpna 1939 a již zde se pokusil zabránit zřejmé snaze o vysídlení obyvatel německého původu po skončení války z Československa. Jeho snaha byla neúspěšná a vše nakonec vyústilo ještě během války k roztržce mezi oběma politiky. Jaksch odmítal obnovení Československa v předmnichovských hranicích a v roce 1942 oficiálně protestoval proti faktickému odvolání podpisu Mnichovské dohody ze strany Velké Británie.
Po válce přešel Jaksch z britského exilu do Západního Německa. V letech 1950 až 1953 vedl v Hesensku zemský úřad pro vysídlence, uprchlíky a evakuované. Od roku 1964 až do své smrti byl prezidentem Svazu vyhnanců (Bund der Vertriebenen), poté se roku 1961 stal také viceprezidentem Sudetoněmeckého krajanského sdružení. Jeho politické působení ve Spolkové republice Německo bylo ovlivněno jeho činností pro spolek „Heimatvertriebene“. Kromě toho byl také předsedou německé nadace pro evropské mírové otázky.

Historik Thomas Oellermann hodnotí jeho poválečné působení v sudetoněmeckých spolcích takto: 
„Působení Wenzela Jaksche v poválečném Svazu vyhnanců a v Sudetoněmeckém krajském sdružení je docela podivné. Jaksch byl soupeřem nacismu, přitom v těchto spolcích bylo na začátku mnoho lidí s nacistickou minulostí. Důvod pro toto Jakschovo působení je, že Sudetoněmecká sociální demokracie v Bavorsku nebo na západě Německa (ale i německá sociální demokracie, SPD) už nechtěla vytvářet vlastní spolky, vytvářet prostředí jako před válkou. A naopak chtěla být faktorem v celé společnosti. Proto se Jaksch angažoval v těchto již existujících spolcích. Samozřejmě na to konto probíhala silná debata a ne všichni sociální demokraté s tím souhlasili.“
Dne 27. listopadu 1966 zemřel při dopravní nehodě.

## Poslanec
V letech 1929 až 1938 byl Jaksch poslancem Národního shromáždění republiky Československé. Od roku 1953 až do své smrti byl členem německého Bundestagu.

## Ocenění
Jaksch byl nositelem Velkokříže s hvězdou Řádu za zásluhy SRN a Čestné plakety Spolku vyhnaných. Mimo to byl vyznamenán čestným dopisem Sudetoněmeckého krajanského sdružení a plaketou Rudolfa Lodgmanna von Auen.
Po Jakschovi byla pojmenována Cena Wenzela Jaksche (Wenzel-Jaksch-Preis) Seligerova spolku (Společenství sudetoněmeckých sociálních demokratů) (něm. Seliger-Gemeinde). Na jeho počest byly pojmenovány ulice ve městech Wiesbaden (v níž sám bydlel), Nauheim a Bad Vilbel. V 16. vídeňském obvodě Ottakring jej připomíná pamětní deska na Lindauergasse 34–36.